# ヒカルものたち
「ヒカルものたち」は、日本の女性アイドル渡辺麻友の楽曲。楽曲は秋元康が作詞、田辺晋太郎が作曲した。渡辺の3作目のシングルとして、2012年11月21日にSony Music Recordsから発売された。

## 背景とリリース
楽曲のシングルCDは完全生産限定盤、3種の初回生産限定盤（それぞれA、B、Cと区別されている）、盤名のないもの（本記事では通常盤と記す）の計5種類がリリースされた。完全生産限定盤は人気クリエイターによる描きおろしイラストブックが付属している。3種の初回生産限定盤にはそれぞれ収録内容の異なるDVDが付属している。CDの収録曲は完全生産限定盤と3種の初回生産限定盤がすべて異なっており、通常盤の収録曲は完全生産限定盤と同一になっている。ジャケットは5種類すべて異なるデザインになっている。
特典として、完全生産限定盤3種の初回生産限定盤、通常盤の初回仕様には共通で発売記念プレミアム抽選応募券、シングルのカップリング曲「サヨナラの橋」が主題歌となっているアニメ映画『ねらわれた学園』に関連したキャンペーンの応募ハガキ（同アニメ映画のオープニングテーマであるsupercell「銀色飛行船」のシングルCDに封入されている応募券を貼り付けるために使用する）、「まゆゆ制服コレクション」ポスターミニチュア版（完全生産限定盤は全3種、ほかの4種のシングルはタイプごとにそれぞれ異なる11種があり、そのうちランダムで1種）の3点が封入されている。
初回生産限定盤Cの特典DVDには小嶋陽菜の主演ドラマ『メグたんって魔法つかえるの?』のスピンオフドラマ『まゆたんって魔法つかえるの?』が収録されている。
ジャケットやミュージック・ビデオの衣装デザインは秋赤音によるもので、完全限定生産盤のイラストブックでは秋赤音ほか12人のクリエイターが渡辺麻友を描いている。

## プロモーション

### 発売記念プレミアム抽選特典
本作の完全限定生産盤、初回限定生産盤A - C、通常盤初回仕様限定盤の購入者に対しては、応募・抽選の上で以下のイベント参加権またはプレゼントが当たる特典が用意されている。
- A賞 『渡辺麻友「ヒカルものたち」発売記念ソロLIVE 〜みんなで“ヒカルもの”を見つけよう〜』への招待 - 2013年1月13日に名古屋市国際展示場（ポートメッセなごや）、同年1月19日に幕張メッセで開催[9]。各会場とも2回公演で、名古屋は1公演につき約3,000名、幕張は1公演につき約4,000名を招待。
- B賞 『まゆゆと遊ぼう! ドッキドキお楽しみ会』への招待 - 2013年1月14日に横浜港・大さん橋ホールで10種類のイベントが開催される。イベント毎に招待人数は異なる。
- C賞 『まゆゆの超絶可愛いグッズ』プレゼント（4種類）

## チャート成績
発売前日（集計初日）の2012年11月20日付オリコンデイリーシングルチャートで推定売上枚数4万187枚を記録し、初登場で1位にランクインした。
発売初週の2012年12月3日付オリコン週間シングルチャートで初動売上約9万2000枚を記録し、初登場で1位にランクインした。渡辺麻友にとってはソロ3作目にして初の1位で、AKB48グループからのソロデビュー組で1位を獲得したのは、前田敦子の「Flower」、板野友美の「ふいに」、指原莉乃の「意気地なしマスカレード」に続き4人目となった。

## シングル収録トラック

### 完全生産限定盤、通常盤
| #  | タイトル                          | 作詞   | 作曲       | 編曲           | 時間 |
| -- | --------------------------------- | ------ | ---------- | -------------- | ---- |
| 1. | 「ヒカルものたち」                | 秋元康 | 田辺晋太郎 | 八王子P        | 4:22 |
| 2. | 「恋を踏んじゃった」              | 秋元康 | 渡辺和紀   | 野中“まさ”雄一 | 2:50 |
| 3. | 「サヨナラの橋」                  | 秋元康 | MIKOTO     | 重永亮介       | 4:35 |
| 4. | 「ヒカルものたち instrumental」   |        | 田辺晋太郎 | 八王子P        | 4:22 |
| 5. | 「恋を踏んじゃった instrumental」 |        | 渡辺和紀   | 野中“まさ”雄一 | 2:50 |
| 6. | 「サヨナラの橋 instrumental」     |        | MIKOTO     | 重永亮介       | 4:33 |

### 初回生産限定盤A
| #  | タイトル                                                        | 作詞   | 作曲       | 編曲     | 時間 |
| -- | --------------------------------------------------------------- | ------ | ---------- | -------- | ---- |
| 1. | 「ヒカルものたち」                                              | 秋元康 | 田辺晋太郎 | 八王子P  | 4:22 |
| 2. | 「地平線の彼方はどこにある? -Beyond the horizon-」              | 秋元康 | 野村陽一郎 | 湯浅篤   | 3:59 |
| 3. | 「サヨナラの橋」                                                | 秋元康 | MIKOTO     | 重永亮介 | 4:35 |
| 4. | 「ヒカルものたち instrumental」                                 |        | 田辺晋太郎 | 八王子P  | 4:22 |
| 5. | 「地平線の彼方はどこにある? -Beyond the horizon- instrumental」 |        | 野村陽一郎 | 湯浅篤   | 3:59 |
| 6. | 「サヨナラの橋 instrumental」                                   |        | MIKOTO     | 重永亮介 | 4:33 |

| #  | タイトル                                               | 作詞 | 作曲・編曲 | 時間 |
| -- | ------------------------------------------------------ | ---- | ---------- | ---- |
| 1. | 「ヒカルものたち Music Video」                         |      |            | 5:11 |
| 2. | 「ヒカルものたち Music Video Making」                  |      |            |      |
| 3. | 「サヨナラの橋 Music Video（まゆゆ制服コレクション）」 |      |            |      |

### 初回生産限定盤B
| #  | タイトル                        | 作詞   | 作曲       | 編曲     | 時間 |
| -- | ------------------------------- | ------ | ---------- | -------- | ---- |
| 1. | 「ヒカルものたち」              | 秋元康 | 田辺晋太郎 | 八王子P  | 4:22 |
| 2. | 「ハートのスープ」              | 秋元康 | 増谷賢     | 板垣祐介 | 3:03 |
| 3. | 「サヨナラの橋」                | 秋元康 | MIKOTO     | 重永亮介 | 4:35 |
| 4. | 「ヒカルものたち instrumental」 |        | 田辺晋太郎 | 八王子P  | 4:22 |
| 5. | 「ハートのスープ instrumental」 |        | 増谷賢     | 板垣祐介 | 3:03 |
| 6. | 「サヨナラの橋 instrumental」   |        | MIKOTO     | 重永亮介 | 4:33 |

| #  | タイトル                                       | 作詞 | 作曲・編曲 | 時間 |
| -- | ---------------------------------------------- | ---- | ---------- | ---- |
| 1. | 「ヒカルものたち Music Video」                 |      |            | 5:11 |
| 2. | 「ヒカルものたち Music Video Making」          |      |            |      |
| 3. | 「超・女神降臨〜巨大マユユ、秋葉原に出現!!〜」 |      |            |      |

### 初回生産限定盤C
| #  | タイトル                        | 作詞   | 作曲       | 編曲     | 時間 |
| -- | ------------------------------- | ------ | ---------- | -------- | ---- |
| 1. | 「ヒカルものたち」              | 秋元康 | 田辺晋太郎 | 八王子P  | 4:22 |
| 2. | 「2人の夜明け」                 | 秋元康 | 福田貴訓   | 立山秋航 | 3:39 |
| 3. | 「サヨナラの橋」                | 秋元康 | MIKOTO     | 重永亮介 | 4:35 |
| 4. | 「ヒカルものたち instrumental」 |        | 田辺晋太郎 | 八王子P  | 4:22 |
| 5. | 「2人の夜明け instrumental」    |        | 福田貴訓   | 立山秋航 | 3:39 |
| 6. | 「サヨナラの橋 instrumental」   |        | MIKOTO     | 重永亮介 | 4:33 |

| #  | タイトル                              | 作詞 | 作曲・編曲 | 時間 |
| -- | ------------------------------------- | ---- | ---------- | ---- |
| 1. | 「ヒカルものたち Music Video」        |      |            | 5:11 |
| 2. | 「ヒカルものたち Music Video Making」 |      |            |      |
| 3. | 「まゆたんって魔法つかえるの?」       |      |            |      |